# Мадона Карафа (Ређо Емилија)
Мадона Карафа је насеље у Италији у округу Ређо Емилија, региону Емилија-Ромања.
Према процени из 2011. у насељу је живело 42 становника. Насеље се налази на надморској висини од 57 м.